# Відал Сасун
Відал Сасун (англ. Vidal Sassoon; 17 січня 1928 — 9 травня 2012) — британський перукар-новатор.

## Біографія
Відал Сасун народився в єврейській сім'ї в Лондоні; його батько був родом з грецьких Салонік, а мати, хоч народилася в Лондоні, була родом з Києва, її родина емігрувала до Англії з України в 1880 році, щоб уникнути антисемітизму і погромів. Молодий Сассун не брав участі в Другій світовій війні, зате був членом «Групи 43», організації єврейських бойовиків, яка вривалася на фашистські мітинги в Східному Лондоні після війни. У 1948 р. вступив в Армію оборони Ізраїлю і брав участь в єврейсько-арабському конфлікті 1948 року.
Сасун став новатором у перукарському мистецтві: він першим почав використовувати форму обличчя, форму черепа та тілобудову, першим почав враховувати напрямок росту волосся та його структуру. В основі його стрижок лежить геометричний принцип і точність зрізів. Незабаром його ім'я стало впізнаваним брендом: шампунь випускався під його іменем. Якось у 2003 Сасун розпочав судовий процес проти корпорації «Проктер-енд-Ґембл», звинувачуючи її в тому, що та недостатньо активно просувала на ринок бренд «Відал Сасун» на користь іншого її продукту «Pantene». У 2002 р. мережу салонів Сасуна продано Regis Corporation — і до 2004, згідно з повідомленнями преси, Сасун не пов'язаний з однойменним брендом.
Сасун став відомим автором декількох книг, у тому числі A Year of Beauty and Health у співавторстві з колишньою дружиною та актрисою Беверлі Сасун. Він також брав участь в телесеріалі «Your New Day with Vidal Sassoon» наприкінці 1970-х років.
У 1982 Сасун заснував Міжнародний центр вивчення антисемітизму Сассуна див.: (en: Vidal Sassoon International Center for the Study of Antisemitism, або SICSA.)
У 2009 році 81-річного Відала Сасуна нагороджено Орденом командира Британської імперії «За заслуги в перукарському мистецтві».

## Особисте життя
Вперше Сасун одружився у 1956 році з Елайною Вуд, але шлюб закінчився в 1958 коли вона покинула його заради британського водно-лижного чемпіона Девіда Націона.
В 1967, Відал Сасун одружився вдруге, з актрисою Беверлі Адамс. У них було четверо дітей: дві доньки Катя (1968—2002) and Еден (1973 року народження), і двоє синів, Елан (1970 року народження) і Давид. Старша донька, актриса Катя Сасун, померла від передозування наркотиками 2002. Пара розлучилася в 1980.
З третьою дружиною Жанет Хартфорд-Девіс колишньою моделлю Відал прожив менше року (1983).
В 1992 Сасун одружився з Рондою Сасун.